# Svájc az 1994. évi téli olimpiai játékokon
Svájc a norvégiai Lillehammerben megrendezett 1994. évi téli olimpiai játékok egyik részt vevő nemzete volt. Az országot az olimpián 10 sportágban 59 sportoló képviselte, akik összesen 9 érmet szereztek.

## Érmesek
| Érem  | Versenyző                                              | Sportág          | Versenyszám                  |
| ----- | ------------------------------------------------------ | ---------------- | ---------------------------- |
| Arany | Vreni Schneider                                        | Alpesisí         | Női műlesiklás               |
| Arany | Gustav Weder Donat Acklin                              | Bob              | Férfi kettes                 |
| Arany | Sonny Schönbächler                                     | Síakrobatika     | Férfi ugrás                  |
| Ezüst | Urs Kälin                                              | Alpesisí         | Férfi szuperóriás-műlesiklás |
| Ezüst | Vreni Schneider                                        | Alpesisí         | Női összetett                |
| Ezüst | Reto Götschi Guido Acklin                              | Bob              | Férfi kettes                 |
| Ezüst | Gustav Weder Donat Acklin Kurt Meier Domenico Semeraro | Bob              | Férfi négyes                 |
| Bronz | Vreni Schneider                                        | Alpesisí         | Női szuperóriás-műlesiklás   |
| Bronz | Jean-Yves Cuendet Hippolyt Kempf Andreas Schaad        | Északi összetett | Csapat                       |

## Alpesisí
Férfi
| Versenyző            | Versenyszám            | 1. futam      | 1. futam      | 2. futam | 2. futam | Összesítés    | Összesítés    |
| Versenyző            | Versenyszám            | Idő           | Hely.         | Idő      | Hely.    | Idő           | Helyezés      |
| -------------------- | ---------------------- | ------------- | ------------- | -------- | -------- | ------------- | ------------- |
| Paul Accola          | Műlesiklás             | 1:04,45       | 24.           | 1:03,11  | 17.      | 2:07,56       | 17.           |
| Paul Accola          | Óriás-műlesiklás       | 1:30,21       | 19.*          | 1:24,75  | 16.      | 2:54,96       | 19.           |
| Paul Accola          | Szuperóriás-műlesiklás |               |               |          |          | 1:34,37       | 14.           |
| William Besse        | Lesiklás               |               |               |          |          | 1:46,76       | 16.           |
| William Besse        | Szuperóriás-műlesiklás |               |               |          |          | nem ért célba | nem ért célba |
| Franco Cavegn        | Lesiklás               |               |               |          |          | 1:47,15       | 23.           |
| Marco Hangl          | Szuperóriás-műlesiklás |               |               |          |          | 1:33,75       | 10.           |
| Franz Heinzer        | Lesiklás               |               |               |          |          | nem ért célba | nem ért célba |
| Urs Kälin            | Óriás-műlesiklás       | 1:28,70       | 2.            | 1:23,78  | 4.       | 2:52,48       |               |
| Steve Locher         | Óriás-műlesiklás       | nem ért célba | nem ért célba | kiesett  | kiesett  | kiesett       | kiesett       |
| Daniel Mahrer        | Lesiklás               |               |               |          |          | 1:46,55       | 14.           |
| Daniel Mahrer        | Szuperóriás-műlesiklás |               |               |          |          | nem ért célba | nem ért célba |
| Patrick Staub        | Műlesiklás             | 1:02,46       | 6.            | 1:01,73  | 9.       | 2:04,19       | 9.            |
| Michael von Grünigen | Műlesiklás             | 1:03,94       | 21.           | 1:01,94  | 11.      | 2:05,88       | 15.           |
| Michael von Grünigen | Óriás-műlesiklás       | nem ért célba | nem ért célba | kiesett  | kiesett  | kiesett       | kiesett       |
| Andrea Zinsli        | Műlesiklás             | 1:02,87       | 13.           | 1:02,07  | 13.      | 2:04,94       | 11.           |

| Versenyző       | Versenyszám | Lesiklás | Lesiklás | Műlesiklás | Műlesiklás | Műlesiklás | Műlesiklás | Műlesiklás | Műlesiklás | Összesítés | Összesítés |
| Versenyző       | Versenyszám | Lesiklás | Lesiklás | 1. futam   | 1. futam   | 2. futam   | 2. futam   | Össz.      | Össz.      | Összesítés | Összesítés |
| Versenyző       | Versenyszám | Idő      | Hely.    | Idő        | Hely.      | Idő        | Hely.      | Idő        | Hely.      | Idő        | Helyezés   |
| --------------- | ----------- | -------- | -------- | ---------- | ---------- | ---------- | ---------- | ---------- | ---------- | ---------- | ---------- |
| Paul Accola     | Összetett   | 1:39,41  | 24.      | 50,75      | 3.         | 49,28      | 5.         | 1:40,03    | 3.         | 3:19,44    | 6.         |
| Steve Locher    | Összetett   | 1:39,34  | 23.      | 52,57      | 16.        | 49,30      | 7.         | 1:41,87    | 12.        | 3:21,21    | 12.        |
| Marcel Sulliger | Összetett   | 1:39,30  | 22.      | 53,61      | 23.        | 51,09      | 22.        | 1:44,70    | 21.        | 3:24,00    | 17.        |

Női
| Versenyző              | Versenyszám            | 1. futam | 1. futam | 2. futam      | 2. futam      | Összesítés    | Összesítés    |
| Versenyző              | Versenyszám            | Idő      | Hely.    | Idő           | Hely.         | Idő           | Helyezés      |
| ---------------------- | ---------------------- | -------- | -------- | ------------- | ------------- | ------------- | ------------- |
| Martina Accola         | Műlesiklás             | 1:00,45  | 10.      | 59,58         | 20.           | 2:00,03       | 17.           |
| Chantal Bournissen     | Szuperóriás-műlesiklás |          |          |               |               | nem ért célba | nem ért célba |
| Karin Roten            | Óriás-műlesiklás       | 1:23,22  | 20.      | 1:13,33       | 14.*          | 2:36,55       | 16.           |
| Corinne Rey-Bellet     | Óriás-műlesiklás       | 1:21,71  | 8.       | nem ért célba | nem ért célba | kiesett       | kiesett       |
| Vreni Schneider        | Lesiklás               |          |          |               |               | 1:39,35       | 33.           |
| Vreni Schneider        | Műlesiklás             | 59,68    | 5.       | 56,33         | 1.            | 1:56,01       |               |
| Vreni Schneider        | Óriás-műlesiklás       | 1:21,29  | 4.       | 1:11,68       | 3.            | 2:32,97       |               |
| Christine von Grünigen | Műlesiklás             | 1:00,76  | 11.      | 57,10         | 3.            | 1:57,86       | 6.            |
| Heidi Zeller-Bähler    | Lesiklás               |          |          |               |               | 1:38,78       | 28.           |
| Heidi Zeller-Bähler    | Óriás-műlesiklás       | 1:23,14  | 19.      | 1:12,00       | 6.            | 2:35,14       | 9.            |
| Heidi Zeller-Bähler    | Szuperóriás-műlesiklás |          |          |               |               | 1:23,53       | 16.           |
| Gabi Zingre            | Műlesiklás             | 59,62    | 4.       | 58,18         | 13.           | 1:57,80       | 5.            |
| Heidi Zurbriggen       | Lesiklás               |          |          |               |               | 1:38,46       | 22.           |
| Heidi Zurbriggen       | Szuperóriás-műlesiklás |          |          |               |               | nem ért célba | nem ért célba |

| Versenyző       | Versenyszám | Lesiklás | Lesiklás | Műlesiklás | Műlesiklás | Műlesiklás | Műlesiklás | Műlesiklás | Műlesiklás | Összesítés | Összesítés |
| Versenyző       | Versenyszám | Lesiklás | Lesiklás | 1. futam   | 1. futam   | 2. futam   | 2. futam   | Össz.      | Össz.      | Összesítés | Összesítés |
| Versenyző       | Versenyszám | Idő      | Hely.    | Idő        | Hely.      | Idő        | Hely.      | Idő        | Hely.      | Idő        | Helyezés   |
| --------------- | ----------- | -------- | -------- | ---------- | ---------- | ---------- | ---------- | ---------- | ---------- | ---------- | ---------- |
| Vreni Schneider | Összetett   | 1:28,91  | 7.       | 49,75      | 2.         | 46,63      | 1.         | 1:36,38    | 1.         | 3:05,29    |            |

* - egy másik versenyzővel azonos eredményt ért el

## Biatlon
Férfi
| Versenyző         | Versenyszám  | Lövőhiba    | Időeredmény | Helyezés |
| ----------------- | ------------ | ----------- | ----------- | -------- |
| Jean-Marc Chabloz | 10 km sprint | 3 (2+1)     | 32:35,6     | 60.      |
| Jean-Marc Chabloz | 20 km egyéni | 4 (0+0+2+2) | 1:02:27,9   | 45.      |
| Daniel Hediger    | 10 km sprint | 8 (4+4)     | 33:05,6     | 63.      |
| Hanspeter Knobel  | 20 km egyéni | 1 (0+1+0+0) | 1:01:42,8   | 33.      |

## Bob
| Versenyző                                                       | Versenyszám | 1. futam | 1. futam | 2. futam | 2. futam | 3. futam | 3. futam | 4. futam | 4. futam | Összesítés | Összesítés |
| Versenyző                                                       | Versenyszám | Idő      | Hely.    | Idő      | Hely.    | Idő      | Hely.    | Idő      | Hely.    | Idő        | Helyezés   |
| --------------------------------------------------------------- | ----------- | -------- | -------- | -------- | -------- | -------- | -------- | -------- | -------- | ---------- | ---------- |
| Gustav Weder Donat Acklin                                       | Kettes      | 52,33    | 1.       | 52,91    | 3.       | 52,72    | 2.       | 52,85    | 1.       | 3:30,81    |            |
| Reto Götschi Guido Acklin                                       | Kettes      | 52,38    | 2.       | 52,76    | 1.       | 52,79    | 4.       | 52,93    | 3.       | 3:30,86    |            |
| Gustav Weder Donat Acklin Kurt Meier Domenico Semeraro          | Négyes      | 51,80    | 4.       | 51,87    | 1.       | 52,04    | 1.       | 52,13    | 1.       | 3:27,84    |            |
| Christian Meili René Schmidheiny Gerold Löffler Christian Reich | Négyes      | 51,98    | 7.       | 52,16    | 5.       | 52,58    | 15.*     | 52,61    | 14.      | 3:29,33    | 7.         |

* - egy másik csapattal azonos eredményt ért el

## Északi összetett
| Versenyző                                       | Versenyszám | Síugrás | Síugrás | Síugrás    | Sífutás   | Sífutás | Összesítés | Összesítés |
| Versenyző                                       | Versenyszám | Pont    | Hely.   | Időhátrány | Idő       | Hely.   | Idő        | Helyezés   |
| ----------------------------------------------- | ----------- | ------- | ------- | ---------- | --------- | ------- | ---------- | ---------- |
| Jean-Yves Cuendet                               | Egyéni      | 222,0   | 7.      | +2:46      | 40:17,5   | 20.     | 43:03,5    | 7.         |
| Hippolyt Kempf                                  | Egyéni      | 216,5   | 9.      | +3:23      | 39:30,2   | 10.     | 42:53,2    | 6.         |
| Andreas Schaad                                  | Egyéni      | 198,0   | 20.     | +5:26      | 39:38,1   | 14.     | 45:04,1    | 15.        |
| Markus Wüst                                     | Egyéni      | 167,5   | 46.     | +8:50      | 43:36,7   | 49.     | 52:26,7    | 46.        |
| Jean-Yves Cuendet Andreas Schaad Hippolyt Kempf | Csapat      | 643,5   | 3.      | +7:30      | 1:23:09,9 | 4.      | 1:30:39,9  |            |

## Gyorskorcsolya
Férfi
| Versenyző           | Versenyszám | Eredmény | Helyezés |
| ------------------- | ----------- | -------- | -------- |
| Martin Feigenwinter | 5000 m      | 7:02,12  | 28.      |

## Műkorcsolya
| Versenyző      | Versenyszám | Rövid program     | Rövid program | Rövid program | Kűr               | Kűr   | Kűr         | Összesítés         | Összesítés |
| Versenyző      | Versenyszám | Több. hely. száma | Hely.         | Hely. pont.   | Több. hely. száma | Hely. | Hely. pont. | Helyezési pontszám | Helyezés   |
| -------------- | ----------- | ----------------- | ------------- | ------------- | ----------------- | ----- | ----------- | ------------------ | ---------- |
| Nathalie Krieg | Női egyéni  | 7×17+             | 15.           | 7,5           | 5×17+             | 17.   | 17,0        | 24,5               | 16.        |

## Síakrobatika
Ugrás
| Versenyző            | Versenyszám | Selejtező | Selejtező | Döntő   | Döntő    |
| Versenyző            | Versenyszám | Pont      | Helyezés  | Pont    | Helyezés |
| -------------------- | ----------- | --------- | --------- | ------- | -------- |
| Herbert Kolly        | Férfi       | 129,10    | 22.       | kiesett | kiesett  |
| Andreas Schönbächler | Férfi       | 196,53    | 10.       | 234,67  |          |
| Colette Brand        | Női         | 140,42    | 15.       | kiesett | kiesett  |
| Maja Schmid          | Női         | 149,08    | 7.        | 156,90  | 4.       |

Mogul
| Versenyző        | Versenyszám | Selejtező | Selejtező | Döntő   | Döntő    |
| Versenyző        | Versenyszám | Pont      | Helyezés  | Pont    | Helyezés |
| ---------------- | ----------- | --------- | --------- | ------- | -------- |
| Jürg Biner       | Férfi       | 24,30     | 17.       | kiesett | kiesett  |
| Sandrine Vaucher | Női         | 21,99     | 18.       | kiesett | kiesett  |

## Sífutás
Férfi
| Versenyző                                               | Versenyszám         | Eredmény      | Helyezés      |
| ------------------------------------------------------- | ------------------- | ------------- | ------------- |
| Wilhelm Aschwanden                                      | 10 km               | 27:27,2       | 60.           |
| Wilhelm Aschwanden                                      | 15 km üldözőverseny | 43:57,4       | 56.           |
| Jürg Capol                                              | 30 km               | 1:22:59,9     | 49.           |
| Jürg Capol                                              | 50 km               | 2:21:48,3     | 44.           |
| Hans Diethelm                                           | 10 km               | 27:03,1       | 46.           |
| Hans Diethelm                                           | 15 km üldözőverseny | 41:12,4       | 30.           |
| Hans Diethelm                                           | 50 km               | 2:21:01,8     | 41.           |
| Giachem Guidon                                          | 10 km               | 27:09,1       | 48.           |
| Giachem Guidon                                          | 30 km               | 1:22:21,0     | 46.           |
| Giachem Guidon                                          | 50 km               | nem ért célba | nem ért célba |
| Jeremias Wigger                                         | 10 km               | 25:55,4       | 21.           |
| Jeremias Wigger                                         | 15 km üldözőverseny | 38:47,9       | 13.           |
| Jeremias Wigger                                         | 50 km               | 2:13:40,2     | 16.           |
| Jeremias Wigger Hans Diethelm Jürg Capol Giachem Guidon | 4 × 10 km váltó     | 1:47:12,2     | 7.            |

Női
| Versenyző                                                                      | Versenyszám         | Eredmény  | Helyezés |
| ------------------------------------------------------------------------------ | ------------------- | --------- | -------- |
| Jasmin Baumann                                                                 | 5 km                | 17:00,3   | 60.      |
| Jasmin Baumann                                                                 | 10 km üldözőverseny | 35:01,2   | 51.      |
| Silke Braun-Schwager                                                           | 5 km                | 16:11,2   | 42.      |
| Silke Braun-Schwager                                                           | 10 km üldözőverseny | 33:10,1   | 39.      |
| Silke Braun-Schwager                                                           | 30 km               | 1:34:07,4 | 33.      |
| Sylvia Honegger                                                                | 5 km                | 15:21,7   | 20.      |
| Sylvia Honegger                                                                | 10 km üldözőverseny | 29:30,9   | 11.      |
| Sylvia Honegger                                                                | 15 km               | 44:41,9   | 21.      |
| Sylvia Honegger                                                                | 30 km               | 1:31:11,6 | 19.      |
| Barbara Mettler                                                                | 5 km                | 15:59,6   | 37.      |
| Barbara Mettler                                                                | 10 km üldözőverseny | 31:08,3   | 23.      |
| Barbara Mettler                                                                | 15 km               | 45:26,9   | 30.      |
| Barbara Mettler                                                                | 30 km               | 1:36:40,8 | 41.      |
| Brigitte Albrecht-Loretan                                                      | 15 km               | 46:11,9   | 38.      |
| Brigitte Albrecht-Loretan                                                      | 30 km               | 1:34:55,3 | 37.      |
| Sylvia Honegger Silke Braun-Schwager Barbara Mettler Brigitte Albrecht-Loretan | 4 × 5 km váltó      | 1:00:05,1 | 5.       |

## Síugrás
| Versenyző        | Versenyszám | 1. ugrás | 1. ugrás | 2. ugrás | 2. ugrás | Összesítés | Összesítés |
| Versenyző        | Versenyszám | Pont     | Hely.    | Pont     | Hely.    | Pont       | Helyezés   |
| ---------------- | ----------- | -------- | -------- | -------- | -------- | ---------- | ---------- |
| Sylvain Freiholz | Normálsánc  | 121,5    | 13.      | 91,5     | 35.      | 213,0      | 25.**      |
| Sylvain Freiholz | Nagysánc    | 72,6     | 31.      | 61,7     | 38.      | 134,3      | 36.        |
| Martin Trunz     | Normálsánc  | 112,5    | 24.**    | 62,5     | 51.      | 175,0      | 40.        |
| Martin Trunz     | Nagysánc    | 27,6     | 53.      | 56,7     | 42.      | 84,3       | 51.        |

** - két másik versenyzővel azonos eredményt ért el

## Szánkó
| Versenyző  | Versenyszám | 1. futam | 1. futam | 2. futam | 2. futam | 3. futam | 3. futam | 4. futam | 4. futam | Összesítés | Összesítés |
| Versenyző  | Versenyszám | Idő      | Hely.    | Idő      | Hely.    | Idő      | Hely.    | Idő      | Hely.    | Idő        | Helyezés   |
| ---------- | ----------- | -------- | -------- | -------- | -------- | -------- | -------- | -------- | -------- | ---------- | ---------- |
| Reto Gilly | Férfi egyes | 52,740   | 31.      | 52,555   | 29.      | 52,696   | 30.      | 52,436   | 28.      | 3:30,427   | 29.        |